# Châtillon-en-Dunois
Pour les articles homonymes, voir Châtillon.
Châtillon-en-Dunois est une ancienne commune française située dans le département d'Eure-et-Loir en région Centre-Val de Loire : le 1er janvier 2017, Châtillon-en-Dunois est intégrée à Vald'Yerre, avec statut de commune déléguée

## Géographie

### Situation

Situation géographique
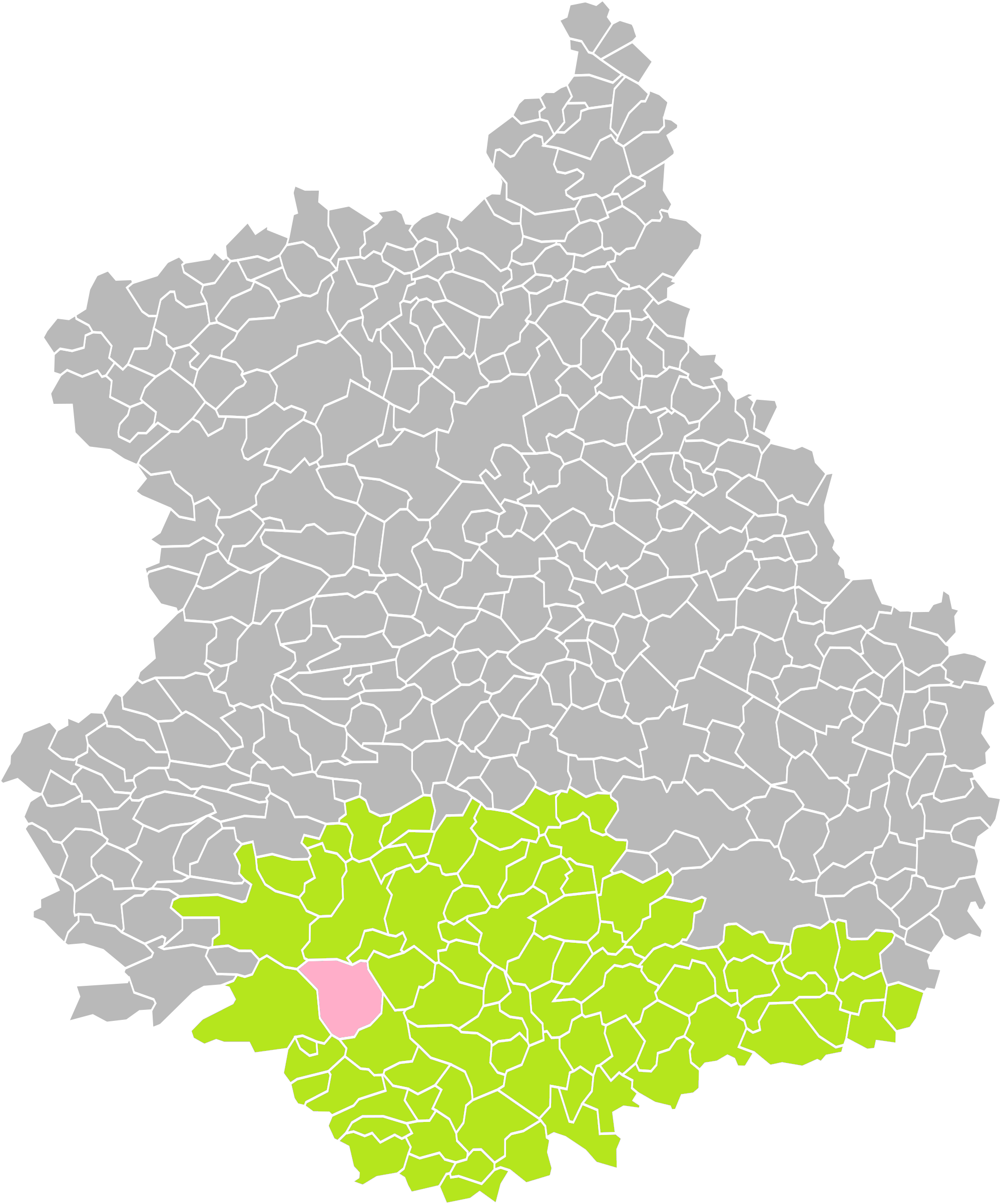
Châtillon-en-Dunois dans son arrondissement.
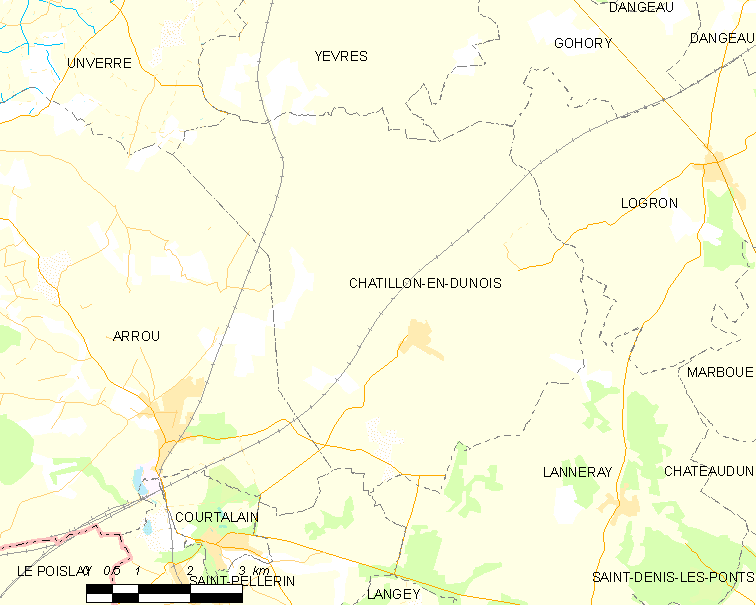
Carte de la commune de Châtillon-en-Dunois.

### Communes limitrophes
| Unverre    | Yèvres              | Gohory   |
| Arrou      | Châtillon-en-Dunois | Logron   |
| Courtalain | Langey              | Lanneray |

### Voies de communication et transports
La commune est traversée par la ligne à grande vitesse Atlantique.

## Toponymie
Châtillon serait un dérivé, sans doute mérovingien, du bas latin castellum, diminutif de castrum, accompagné du suffixe -ionem. Castrum désigne d’abord tous les types de forteresse, depuis le simple donjon jusqu’à l’enceinte urbaine, puis se spécialise dans le sens de « château fort » et se réduit ensuite à celui de « grande maison de plaisance ».

## Histoire

### Époque contemporaine

#### XXesiècle
- Entre le 29 janvier 1939 et le 8 février, plus de 2 000 réfugiés espagnols fuyant l'effondrement de la république espagnole devant les troupes de Franco, arrivent en Eure-et-Loir. Devant l'insuffisance des structures d'accueil (le camp de Lucé et la prison de Châteaudun rouverte pour l’occasion), 53 villages sont mis à contribution[2], dont Châtillon-en-Dunois[3]. Les réfugiés, essentiellement des femmes et des enfants (les hommes sont désarmés et retenus dans le sud de la France), sont soumis à une quarantaine stricte, vaccinés, le courrier est limité, le ravitaillement, s'il est peu varié et cuisiné à la française, est cependant assuré[4]. Une partie des réfugiés rentrent en Espagne, incités par le gouvernement français qui facilite les conditions du retour, mais en décembre, 922 ont préféré rester et sont rassemblés à Dreux et Lucé[5].

- Le 1er janvier 2017, Châtillon-en-Dunois est intégrée à la commune nouvelle de Vald'Yerre, avec statut de commune déléguée[6]

## Politique et administration

### Liste des maires
| Période                                  | Période          | Identité          | Étiquette                 | Qualité                                         |
| ---------------------------------------- | ---------------- | ----------------- | ------------------------- | ----------------------------------------------- |
| Les données manquantes sont à compléter. |                  |                   |                           |                                                 |
| 1979                                     | 31 décembre 2016 | Claude Térouinard | RPF puis apparenté UMP-LR | Retraité, conseiller général puis départemental |
| Les données manquantes sont à compléter. |                  |                   |                           |                                                 |

## Population et société

### Démographie
L'évolution du nombre d'habitants est connue à travers les recensements de la population effectués dans la commune depuis 1793. À partir du 1er janvier 2009, les populations légales des communes sont publiées annuellement dans le cadre d'un recensement qui repose désormais sur une collecte d'information annuelle, concernant successivement tous les territoires communaux au cours d'une période de cinq ans. 
Pour les communes de moins de 10 000 habitants, une enquête de recensement portant sur toute la population est réalisée tous les cinq ans, les populations légales des années intermédiaires étant quant à elles estimées par interpolation ou extrapolation. Pour la commune, le premier recensement exhaustif entrant dans le cadre du nouveau dispositif a été réalisé en 2008,.
En 2014, la commune comptait 833 habitants, en évolution de +9,89 % par rapport à 2009 (Eure-et-Loir : +1,94 %, France hors Mayotte : +2,49 %).
| 1793  | 1800  | 1806  | 1821  | 1831  | 1836  | 1841  | 1846  | 1851  |
| ----- | ----- | ----- | ----- | ----- | ----- | ----- | ----- | ----- |
| 1 134 | 1 239 | 1 275 | 1 295 | 1 222 | 1 409 | 1 434 | 1 495 | 1 435 |

| 1856  | 1861  | 1866  | 1872  | 1876  | 1881  | 1886  | 1891  | 1896  |
| ----- | ----- | ----- | ----- | ----- | ----- | ----- | ----- | ----- |
| 1 448 | 1 448 | 1 465 | 1 452 | 1 383 | 1 357 | 1 344 | 1 353 | 1 308 |

| 1901  | 1906  | 1911  | 1921  | 1926  | 1931  | 1936  | 1946  | 1954  |
| ----- | ----- | ----- | ----- | ----- | ----- | ----- | ----- | ----- |
| 1 256 | 1 255 | 1 253 | 1 135 | 1 160 | 1 148 | 1 089 | 1 080 | 1 072 |

| 1962  | 1968 | 1975 | 1982 | 1990 | 1999 | 2008 | 2013 | 2014 |
| ----- | ---- | ---- | ---- | ---- | ---- | ---- | ---- | ---- |
| 1 028 | 967  | 813  | 752  | 739  | 716  | 753  | 819  | 833  |

## Culture locale et patrimoine

### Lieux et monuments

#### Église Saint-Hilaire
Classé MH (1995), peintures murales du XVIe siècle dans la nef.

Lieux et monuments de Châtillon-en-Dunois
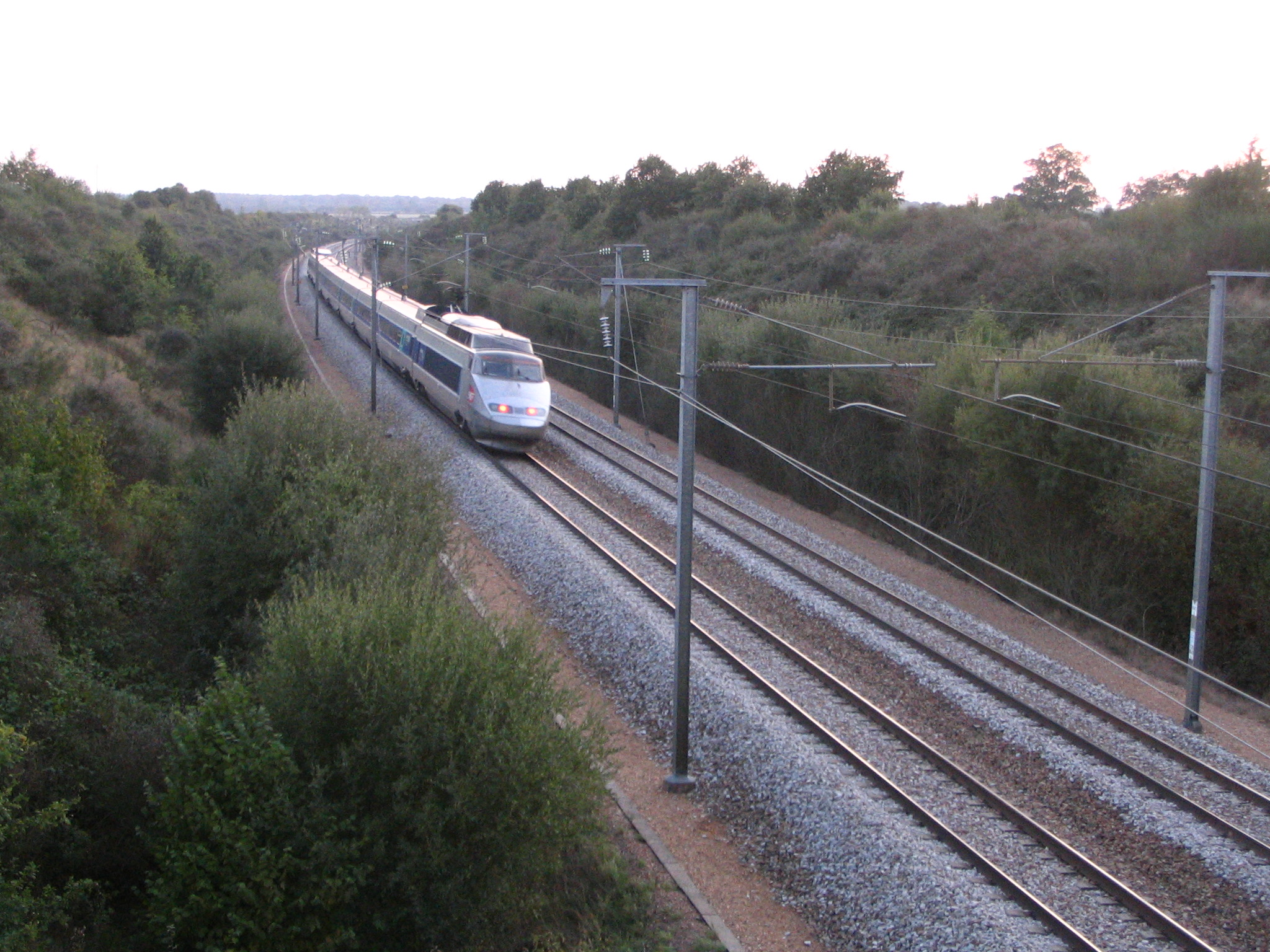
Un TGV sur la LGV Atlantique, près du lieu-dit nommé Plafus.
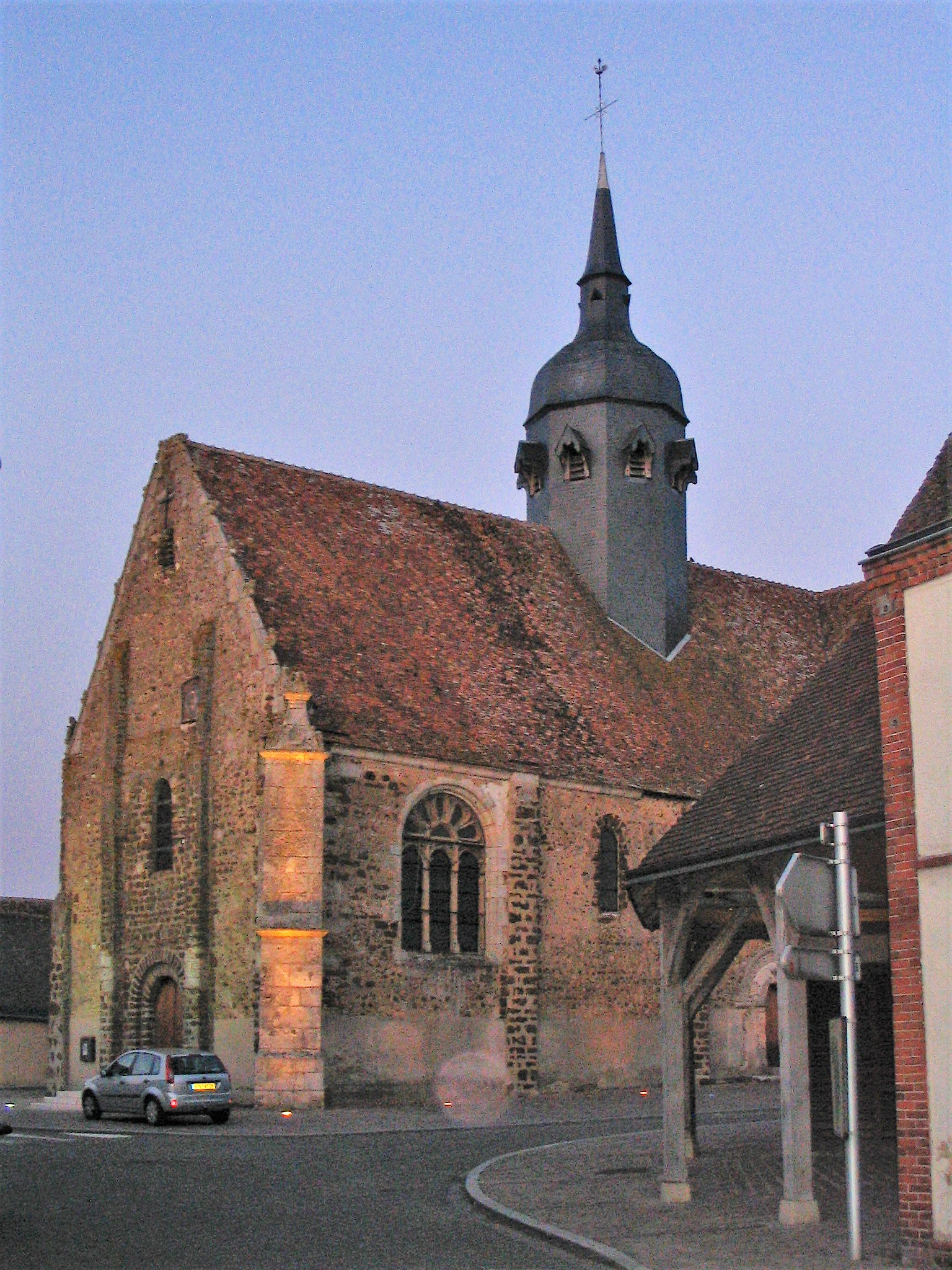
L'église Saint-Hilaire.

### Personnalités liées à la commune
- Germain Delatousche (1898-1966), peintre, y est né.
- Aimée Coursimault née Barillet en 1911, cultivatrice, et Alexandre Coursimault (1905-1979), cultivateur de Châtillon-en-Dunois, ont été reconnus à titre posthume en 1999 comme Justes parmi les nations[13],[14]